# Okimoto Naoyuki
Naoyuki Okimoto (sinh ngày 13 tháng 6 năm 1984) là một cầu thủ bóng đá người Nhật Bản.

## Sự nghiệp câu lạc bộ
Naoyuki Okimoto đã từng chơi cho Avispa Fukuoka.